# 爱的厘米
《愛的厘米》（英語：The Centimeter of Love，又名：雨晴過後是清風）是一部2020年中國大陸都市情感劇，由潘越執導，佟麗婭、佟大為領銜主演，檀健次、鄭合惠子、左小青、塗松岩、許娣、韓童生聯合主演。該劇於2019年12月開機。2020年11月16日於湖南衛視金鷹獨播劇場首播。台灣OTT由LiTV 線上影視全劇上架。

## 播出平台
| 頻道       | 所在地   | 首播日期       | 播出時間                                                                | 備註         |
| ---------- | -------- | -------------- | ----------------------------------------------------------------------- | ------------ |
| 湖南衛視   | 中国大陆 | 2020年11月16日 | 星期日至四 20:00－22:00（兩集連播） 星期五、六 19:35－20:20（只播一集） | 金鷹獨播劇場 |
| 芒果TV     | 中国大陆 | 2020年11月16日 | 每晚24:00同步衛視更新                                                   |              |
| 騰訊視頻   | 中国大陆 | 2020年11月16日 | 每晚24:00同步衛視更新                                                   |              |
| 深圳卫视   | 中国大陆 | 2021年3月8日   |                                                                         |              |
| 八度空间   | 马来西亚 | 2021年5月5日   | 星期一至五 18:00 - 19:00                                                | 优6剧场      |
| 八大第一台 | 臺灣     | 2021年12月20日 | 星期一至五 22:00 - 24:00                                                | 連播兩集     |

## 劇情簡介
燕西醫院心外科醫生徐清風（佟大為飾）與女機長關雨晴（佟麗婭飾）因為默契配合救助病人心生好感而在一起，但彼此家庭都有本難唸的經，兩人必須共同克服。獨自撫養徐清風長大的母親徐秀蘭（許娣飾）把兒子視為自己的一切，並且想把兒子的事業和婚姻都掌握在自己手中。關雨晴重男輕女的父親關永年（韓童生飾）總是把女兒當成驕縱叛逆的兒子關震雷（檀健次飾）的提款機。原本想通過事業逃避家庭問題的徐清風和關雨晴發現，當他們想要走到一起時，不但父母是越不過去的坎，而且自己也必須做出改變 。

## 演员列表

### 主要演员
| 演員   | 角色   | 介紹 |
| 佟大為 | 徐清風 | 燕西国际医院心外科权威 作為燕西國際醫院一名心外科醫生，不僅技術水平高，人又帥，是很多醫生護士的理想男友。但是他一直單身，和她同科室的林潔對他愛慕已久，平常對他照顧有加，母親開始有意撮合兩人，因為和母親一直相依為命，所以母親的做法他總是默認也不阻攔。直到關雨晴的出現，兩個人經歷重重磨難，最後幸福地走在了一起。          |
| 佟丽娅 | 关雨晴 | 航空公司女机长 关永年的御用“提款机” 她人長得漂亮，業務能力又強，頗受男生的喜歡，孫小白一直默默的喜歡着她，併為她排憂解難，但是作為師父的關雨晴對他並無愛意，但是孫小白依舊一直堅持。在一次救人的事件中和徐清風相識，後來兩人又因為躲避家庭的矛盾搬到專家公寓，兩個人開始相識，相知，相愛。最後經歷重重磨難，幸福地走在了一起。 |

### 其他演员
| 演員     | 角色   | 介紹 |
| 韩童生   | 关永年 | 关多云、关雨晴、关震雷之父。 是一個特別重男輕女的父親，總是把女兒當成驕縱叛逆的兒子關振雷的提款機。為了兒子的各種無理要求，不斷犧牲女兒。最後兒子關震雷因為常年遊手好閒導致妻子和他離婚，關震雷開始墮落，自暴自棄，為了盡心照顧兒子，害怕兒子做傻事。直至結婚，父女兩人才冰釋前嫌。                     |
| 盖克     | 刘淑琪 | 关多云、关雨晴、关震雷之母。 |
| 左小青   | 关多云 | 关雨晴、关震雷之姊。 |
| 檀健次   | 关震雷 | 关雨晴、关多云之弟。 關家小兒子，自私自利，嬌生慣養的爹寶男，在自己的父母面前靈活自如的花式撒嬌，得到了偏愛；在李貝的父母面前，變身又慫又萌的“嗲精”，得到了對方的刮目相看。除了擁有撒嬌技能之外，關震雷對李貝的愛也感動了不少觀眾——為了自己喜歡的人，可以不計後果地付出一切。                           |
| 任正斌   | 李爱国 | 李貝之父 |
| 胡可     | 赵梅   | 李貝之母 |
| 郑合惠子 | 李貝   | 关震雷的女友。 俏麗可人，活潑可愛，不諳世事的小公主外表下，其實極有主見，是個不貪圖富貴享樂的珍稀女孩。在典型中國家庭中成長起來的獨生子女，李貝卻不具備嬌蠻任性的特點。無論是愛情和事業，她都有極其篤定的信念與堅持。面對父母的“自私自利”和男友的“爛泥扶不上牆”，總以“温暖小太陽”的形象進行説服與鼓勵。 |
| 许娣     | 徐秀兰 | 徐清風的母親 徐清風的金牌調解員媽媽，是一個性格火爆，對兒子照顧得非常全面，從兒子很小的時候就和老公離了婚，獨自撫養兒子三十多年，兒子的生活和愛情都由她一手包辦，但是因為自己害怕兒子因為自己離了婚生長在單親家庭中有想法，她就想什麼都給兒子最好的，但殊不知，她的這種行為給兒子造成很大的壓力         |
| 程雍     | 高建瓴 | 徐清風的父親 |
| 姜妍     | 林洁   | 徐清風的同事 |
| 涂松岩   | 陈志军 | 关多云之夫 |

## 電視劇歌曲
| 曲序 | 曲目                 |        | 作曲   | 编曲        | 演唱         |
| ---- | -------------------- | ------ | ------ | ----------- | ------------ |
| 1.   | 只是還沒有（片尾曲） | 欒傑   | 譚旋   | 韋國贇      | 郭靜、魏新人 |
| 2.   | 厘米（插曲）         | 段思思 | 曾締   | 李乃剛      | 朱興東       |
| 3.   | 鄰居（插曲）         | 劉暢   | 陳思同 | 陳思同      | 汪睿         |
| 4.   | 掉落的書籤（插曲）   | 劉暢   | 譚旋   | Terence Teo | 左卓         |
| 5.   | 長情藤（插曲）       | 劉暢   | 譚旋   | 趙勤        | 張磊         |
| 6.   | 親愛的爸爸（插曲）   | 顧峰   | 顧峰   | 顧峰        | 顧峰         |
| 7.   | 春心蕩漾（插曲）     | 王一浩 | 王一浩 |             | MIC男團      |
| 8.   | 父母（插曲）         | 林京燁 | 黃宇哲 |             | 林京燁       |

## 评价
《北京日报》称该剧是一部有“野心”的电视剧。